# Oswaldo Moura Brasil do Amaral Filho
Oswaldo Moura Brasil do Amaral Filho (Rio de Janeiro, 9 de fevereiro de 1948) é um médico brasileiro.
Foi eleito membro da Academia Nacional de Medicina em 2012, ocupando a Cadeira 31, da qual Antônio Augusto de Azevedo Sodré é o patrono.